# Саньїн Прчич
Саньїн Прчич (босн. Sanjin Prcić, нар. 20 листопада 1993, Бельфор, Франція) — боснійський футболіст, центральний півзахисник французького клубу «Страсбур» та національної збірної Боснії і Герцеговини.

## Клубна кар'єра
Саньїн Прчич народився у Франції і футболом почав займатися в академії клубу «Сошо». Після закінчення академії Прчич два роки грав у дублі «Сошо». 31 серпня 2013 року футболіст дебютував у першій команді у турнірі Ліги 1. Після першого ж сезону в основі «Сошо», контракт футболіста за 1 млн євро викупив інший клуб Ліги 1 «Ренн». Та починаючи з 2015 року Прчич був відправлений в Італію, де на правах оренди виступав за клуби «Торіно» та «Перуджу». Після закінчення терміну оренди Прчич повернувся до «Ренна».
Перед початком сезону 2018/19 Прчич як вільний агент перейшов до іспанського «Леванте». Але вже в січні 2019 року він повернувся до французького чемпіонату, де на правах оренди приєднався до клубу «Страсбур». Після закінчення сезону французи підписали з футболістом повноцінний контракт.

## Збірна
Саньїн Прчич виступав за юнацькі та молодіжну збірні Боснії і Герцеговини. 4 вересня 2014 року у товариському матчі проти команди Ліхтенштейну Прчич дебютував у національній збірній Боснії і Герцеговини.

## Досягнення
Страсбур
 Переможець Кубка францізької ліги: 2018/19